# Organopoda
Organopoda is een geslacht van vlinders van de familie spanners (Geometridae), uit de onderfamilie Sterrhinae.

## Soorten
- O. acerbata Prout, 1938
- O. acmaea Prout, 1938
- O. annulifera Butler, 1889
- O. atrisparsaria Wehrli, 1924
- O. brevipalpis Prout, 1926
- O. carnearia Walker, 1861
- O. cnecosticta Prout, 1932
- O. divescens Warren, 1896
- O. fulvistriga Bastelberger, 1909
- O. hadra Prout, 1938
- O. orbata Warren, 1907
- O. orbiculata Prout, 1938
- O. subbrunnea Warren, 1897